# Nusa elva
Nusa elva là một loài ruồi trong họ Asilidae. Nusa elva được Walker miêu tả năm 1849. Loài này phân bố ở miền Ấn Độ - Mã Lai.